# Masha Gessen
Masha Gessen (ryska: Мария  "Маша" Александровна Гессен, Maria ""Masja" Aleksandrovna Gessen), född 13 januari 1967 i Moskva, är en journalist och författare verksam i USA och Ryssland, med medborgarskap i båda länderna. Hen beskriver sig själv som ickebinär och föredrar att benämnas "they" på engelska. Gessen är engagerad för homosexuellas rättigheter i Ryssland, och är en stark kritiker av Vladimir Putin och Donald Trump.

## Biografi
Gessen föddes i en judisk familj i Moskva. Tillträde till olika utbildningar var begränsat för judar, vilket kombinerat med andra svårigheter och trakasserier bidrog till att familjen år 1981 emigrerade till USA. År 1991 flyttade Gessen tillbaka till Moskva och 2013 till New York. Hen skriver på ryska och engelska och har bidragit till tidningar som The New Republic, New Statesman, Granta, Slate och Vanity Fair. Hen var även Rysslandskorrespondent för US News & World Report. År 2012 tilldelades hen svenska Stora Journalistpriset. 15 november 2013 tilldelades Gessen Tucholskypriset av Svenska PEN.

### Familj
Masha Gessen har tre barn, två pojkar och en flicka. Den äldsta pojken är född 1997 och adopterad från ett barnhem i Kaliningrad. Flickan födde hen 2001 och ännu en son 2012. 2004 gifte hen sig i USA med Svenja Generalova.

### Artiklar (urval)
- ”Vladimir Putin: The Grey Cardinal of Russia”, Vanity Fair, oktober 2008.
- ”The Wrath of Putin”, Vanity Fair, april 2012.